# ゲバゲバ一座のちょんまげ90分!
『ゲバゲバ一座のちょんまげ90分!』（ゲバゲバいちざのちょんまげきゅうじゅっぷん）は、1971年10月12日から1972年3月28日まで日本テレビ系列局で放送されていた日本テレビ製作のバラエティ番組である。放送時間は毎週火曜 20:00 - 21:26 （日本標準時）。

## 概要
1971年3月まで同時間帯で放送されていた『巨泉・前武ゲバゲバ90分!』の後継番組であり、それまでとは趣向を変え、各回ごとにテーマを設定し、それに沿った時代劇風ショートコントを展開していた。
このリニューアルで、大橋巨泉と前田武彦による司会パートは無くなった。
出演者には一部新メンバーが加わっており、元司会の巨泉も本編出演メンバーの1人になった（前田は出演せず）。ハナ肇のパートにはパペットが加わり、『巨泉×前武』時代にハナが行っていた「アッと驚く為五郎」「あんたかてアホやろ、うちかてアホや、ほなサイナラァ!」のギャグは「オモシロ、ビラビラ、テレビレビ! ヘバダバ、ヘバダバ、チョンマゲラ!」に変更された。
番組の終了後、86分ある本番組を60分に編集し直した再放送番組『ゲバゲバ一座のちょんまげ60分!』が日曜昼の時間帯に放送されていた。こちらは1972年4月から同年9月まで、毎週日曜 12:15 - 13:15 （日本標準時）に放送されていた。

## 出演者
- 大橋巨泉
- 藤村俊二
- 常田富士男
- 萩本欽一（コント55号）
- 坂上二郎（コント55号）
- 宍戸錠
- 熊倉一雄
- 小松方正
- 大辻伺郎
- 西田健
- 小山ルミ
- 朝丘雪路
- 松岡きっこ
- うつみみどり（後のうつみ宮土理）
- キャロライン洋子
- 岡崎友紀
- ギイ - 当時活動していた女優。
- 横山リエ
- ハナ肇
- ほか

参考：『日本テレビ・ポスターコレクション』日本テレビ放送網、1992年、95頁。

## 各回のテーマ
- 1971年10月12日 「織田信長の巻」
- 1971年10月19日 「由比正雪の巻」
- 1971年10月26日 「遣唐使の巻」
- 1971年11月2日  「松尾芭蕉の巻」
- 1971年11月9日   不明
- 1971年11月16日  不明
- 1971年11月23日  不明
- 1971年11月30日 「泥棒の巻」
- 1971年12月7日   不明
- 1971年12月14日  不明
- 1971年12月21日  不明
- 1971年12月28日  不明
- 1972年1月4日   「かぐや姫の巻」
- 1972年1月11日  「清水次郎長の巻」
- 1972年1月18日   不明
- 1972年1月25日   不明
- 1972年2月1日   「水戸黄門の巻」
- 1972年2月8日   「光源氏の巻」
- 1972年2月15日  「平清盛の巻」
- 1972年2月22日  「徳川家康の巻」
- 1972年2月29日  「紀伊国屋文左衛門の巻」
- 1972年3月7日    不明
- 1972年3月14日  「女の巻」
- 1972年3月21日  「杉田玄白の巻」
- 1972年3月28日   不明

## スタッフ
- プロデューサー：井原高忠

## テーマ曲
- ゲバゲバ90分のテーマ（作曲：宮川泰） - 曲は『巨泉・前武』時代のものと同じであるが、オープニングの映像は出演者がプラカードを持って行進するのではなく、1人ずつがコント風に登場するパターンになった。出演者名はテロップで表示。

## 備考
1971年10月26日放送分の放送直前、国連のアルバニア決議案による中華人民共和国の国連加盟がアメリカの反対を押し切って決まったことから、番組は渡米がエピソードにある勝海舟特集を急遽取りやめ、中国が題材の遣唐使特集に差し替えた。